# Kazahsztán világörökségi helyszínei
Kazahsztán területéről eddig hat helyszín került fel a világörökségi listára, tizenhárom helyszín a javaslati listán várakozik a felvételre. 
| | Ahmed Jaszavi hodzsa mauzóleuma |
| 2003 |                                 |
| Kulturális (I)(III)(IV) |                                 |
| Védett terület: 0,55 ha, puffer zóna: 79,4 ha, hivatkozás: 1103 |                                 |
| Ahmed Jaszavi, a 12. századi szúfi hitoktató síremléke az ország déli részén Türkisztán városában áll. Tanításaiba belefoglalta az iszlám előtti sámánizmus elemeit is, ez vált később a török dervisek által gyakorolt vallás alapjává. Halála után kis méretű síremléke hamar zarándokhellyé vált. A ma is látható mauzóleumot Timur Lenk parancsára emelték 1389 és 1405 között mintegy százötven évvel Ahmed halála után az eredeti síremléke helyére. Ez az egyik legjobb állapotban fennmaradt épület ebből a korszakból, a Timurida Birodalom legjobban megőrzött emléke. Perzsa építőmesterek tervei alapján készült, akik új építészeti formákkal kísérleteztek, amelyeket később Szamarkandban, a birodalom fővárosában is alkalmaztak. Az épület alaprajza 60 x 50 méteres, és részben befejezetlen. Bejáratát geometrikus mintájú, színes mozaik díszíti, főtermét gömbölyű kupola fedi, ami 18,2 méter átmérőjével a legnagyobb érintetlen állapotú kupola Közép-Ázsiában. A síremlékhez tartozik egy mecset is falain eredeti falfestmények maradványaival. A mauzóleum az egykori citadella helyén fekszik, egyik oldalról természetvédelmi övezet másik oldalról viszont Türkisztán modern épületei veszik körül. |                                 |

| | Tamgali régészeti területe és a petroglifák (barlangrajzok) |
| 2004 |                                                             |
| Kulturális (III) |                                                             |
| Védett terület: 900 ha, puffer zóna: 2 900 ha, hivatkozás: 1145 |                                                             |
| Az Északi-Tien-san hegységben Tamgali közelében negyvennyolc csoportban több mint ötezer rajzot véstek a sziklákra. A sziklarajzok (petroglifák) öt korszakban készültek, az i. e. 2. évezred közepétől a 20. századig. A rajzok települések, temetkezési helyek maradványai mellett egy 10 kilométer sugarú körön belül helyezkednek el a negyvennyolc régészeti területen. A rajzok nagy része pásztorkodó népek életformáját és társadalmi berendezkedését jeleníti meg, állatok háziasítását, vadászatot, szertartásokat. A legkorábbi vésetek kezdetlegesek, napisteneket és állatformájú lényeket ábrázolnak. A legnagyobb sziklarajzok egy szurdokban találhatók oltároknak tartott maradványokkal együtt, így feltételezhető, hogy ezen a helyen szertartásokat folytattak. A középkorra datálható rajzok között feltűnik egy istenalak is, de nem egyértelmű, hogy a Buddha vagy Siva ábrázolásáról van-e szó. A településmaradványok több rétegűek, ez huzamosabb ideig tartó fennállásról tanúskodik, ezek a rétegek azonban idegen megszállás jeleit is mutatják. Az ásatások során többféle síremléket is feltártak, kövekkel elzárt urna- és dobozsírokat a bronzkorból, valamint földhalmokat, úgynevezett kurgánokat a korai vaskortól napjainkig. |                                                             |

| | Szariarka – Észak-Kazahsztán sztyeppéje és tavai |
| 2008 |                                                  |
| Természeti (IX)(X) |                                                  |
| Védett terület: 450 344 ha, puffer zóna: 211 147,5 ha, hivatkozás: 1102 |                                                  |
| A világörökségi helyszín Naurzum és Korgalzsin természetvédelmi területeiből, valamint a Közép-ázsiai sztyeppvidék jelentős részéből áll. A tengerszint felett 300 – 1000 méter magasságban elterülő táj képe változatos, sziklás, félsivatagos, füves sztyeppés vagy mocsaras. Naurzum és Korgalzsin lápjai fontos megállóhelyek a szibériai szaporodási helyük felé tartó afrikai, európai és dél-ázsiai költöző madarak számára. Az itt megpihenő madárfajok egy jelentős része veszélyeztetett mint például a hódaru, a borzas pelikán és a szalagos rétisas. Ez a terület a füves pusztákon áthaladó állatok egyik életfontosságú itatóhelye is, mivel a térségben ez az egyetlen jelentős összefüggő vízfelület. A védett terület növényvilága is jelentős és változatos, a feltűnő színekben pompázó növényfajok fele veszélyeztetett. Itt található az országban található őshonos növényfajoknak a fele. Az emlősök közül legfontosabb a kiemelten veszélyeztetett szajga, más néven tatárantilop. Az évszakváltozásokkal összefüggő hidrológiai, kémiai és biológiai folyamatok fontos kutatások tárgyai a térségben. |                                                  |

| | A Selyemút |
| Kazahsztán, Kirgizisztán és Kína közös világörökségi helyszíne |            |
| 2014 |            |
| Kulturális (II)(III)(V)(VI) |            |
| Védett terület: 42 668,1 ha, puffer zóna: 189 963,1 ha, hivatkozás: 1442 |            |
| A 35 000 kilométer kiterjedésű Selyemút egy 5000 kilométeres szakasza Kazahsztán, Kirgizisztán és Kína közös világörökségi helyszíne. Az útrendszer évezredeken keresztül összekötötte Ázsia keleti részét az Indiai szubkontinenssel, Közép- és Nyugat-Ázsiával valamint a Közel-Kelettel, és komoly szerepet játszott a világ több nagy civilizációjának fejlődésében. Bár az útvonalak egy részét már évezredekkel korábban is használták az úthálózat az i. e. 2. században kezdett el kialakulni, amikor jelentősen megnőtt szállított áru mennyisége. Végső formáját az i. sz. 1. századra nyerte el, virágkorát a 6. és a 14. század között élte és egészen a 16. századig használatban maradt. A világörökségi helyszínhez tartozó szakasz 33 eleme fővárosokat, palotákat, birodalmakat, királyságokat, erődöket, emlékműveket, a kínai nagy fal egyes részeit, buddhista barlangtemplomokat, vallási épületeket stb. kötött össze. Az úton főleg nyersanyagokat, élelmiszereket, fűszereket és luxusárukat szállítottak teherhordó állatokon valószínűleg több kereskedő közreműködésével. Egyes területeknek bizonyos áruk felett monopóliuma volt, például Kína látta el selyemmel Ázsiát és Mediterrán térséget is.Az út tengerszint feletti magassága -154 és 7400 méter között változik ezért szélsőséges a hőmérséklet ingadozás. Az útvonal egyes részeire extrém szárazság és sivatagi körülmények a jellemzőek, máshol szteppéken, erdőkön keresztül, hegyek között vagy folyók és alpesi tavak mellett halad el. |            |

| | Nyugati-Tien-san |
| Kazahsztán, Kirgizisztán és Üzbegisztán közös világörökségi helyszíne |                  |
| 2016 |                  |
| Természeti (X) |                  |
| Hivatkozás: 1490 |                  |
| A különböző ökoszisztémák egyéni kombinációjával, a változatos állat- és növényvilággal és számos endemikus és veszélyeztetett ritka fajjal rendelkező Nyugati-Tien-san három ország, Kazahsztán, Kirgizisztán és Üzbegisztán közös világörökségi helyszíne. A területen megtalálható Közép-Ázsia endemikus élőlényeinek közel a fele, valamint ebből a térségből származik számos haszonnövény is. Néhány termesztett növény vadon élő változata is él itt, köztük az alma, a barack, a pisztácia, a szilva, a dió és a szőlő. A gerinces állatok közül eddig 61 emlős-, 316 madár-, 17 hüllő és 20 halfajt azonosítottak. A helyszínen globálisan veszélyeztetett 14 növény- és 18 állatfaj is él, köztük az egyiptomi keselyű és a hópárduc. A gerinctelen állatfajok között is magas a csak itt élő fajok aránya. A védett területre veszélyt jelent az orvvadászat, a túllegeltetés, az illegális fakitermelés és a növények gyűjtése. A természeti katasztrófák is komoly károkat okoznak, gyakoriak a hegyomlások, a sárlavinák, a szárazság okozta tüzek. A védett terület egyes részei közel esnek sűrűn lakott területekhez, ami további veszélyt jelent. A helyszín védelme érdekében korlátozzák a látogató számát, akiket csak vezetéssel engednek be előre meghatározott területekre. |                  |

| | Turán hideg téli sivatagai |
| Kazahsztán, Türkmenisztán és Üzbegisztán közös világörökségi helyszíne |                            |
| 2023 |                            |
| Természeti (IX)(X) |                            |
| Védett terület: 3 366 441 ha, puffer zóna: 622 812 ha, hivatkozás: 1693 |                            |
| A határokon átnyúló világörökségi helyszín tizennégy részből áll amelyek a mérsékelt övi Közép-Ázsia száraz területein találhatók a Kaszpi-tenger és a Turáni-hegység között. A területre szélsőséges időjárás jellemző nagyon hideg telekkel és forró nyarakkal, valamint a kemény körülményekhez sikeresen alkalmazkodó kivételesen változatos növény- és állatvilág. A helyszínen egy ezerötszáz kilométeres kelet-nyugati irányú sávban jelentős számú sivatagi ökoszisztéma alakult ki. A helyszínnek mind a tizennégy alkotórésze különbözik a többitől biodiverzitásban, sivatagi élőhelyeinek típusában vagy ökológiai folyamataiban. |                            |